# Fodera
Fodera - firma zajmująca się produkcją gitar basowych i strun. Powstała w 1983 roku, a jej obecna siedziba znajduje się w Nowym Jorku. Artyści grający na instrumentach Fodery to: Victor Wooten, Richard Bona i wielu innych. W Polsce użytkownikami Fodery są m.in. Robert Kubiszyn oraz Łukasz Adamczyk - gitarzyści basowi znani ze współpracy m.in. z Grzegorzem Turnauem.